# جاوشير صقلي
جاوشير صقلي (الاسم العلمي:Opopanax siculus) هو نوع غير مؤكد من النباتات يتبع جنس الجاوشير من الفصيلة الخيمية.